# Грундманис, Мартиньш (хоккеист)
Ма́ртиньш Гру́ндманис (латыш. Mārtiņš Grundmanis; род. 2 июня 1967, Рига, Латвийская ССР) — советский и латвийский хоккеист, защитник.

## Биография
Воспитанник латвийского хоккея. Начал играть в хоккей в 11 лет. Первый тренер — А. Силиньш. В 1981 году дебютировал в республиканских соревнованиях в юношеской команде «Латвияс Берзс». С сезона 1983/84 во всесоюзных соревнованиях во второй лиге в команде «Латвияс Берзс», со следующего сезона 1984/85 в высшей лиге в составе рижского «Динамо». Два следующих сезона (1985/86—1986/87) провёл в РШВСМ (Рига), за это время в «Динамо» Рига провёл только 5 игр. В сезоне 1987/88 в основном составе «Динамо» Рига, вместе с командой завоевал серебряную медаль чемпионата СССР. Сезон 1988/89 снова провёл в РШВСМ. После распада СССР в 1991—1993 годах играл в латвийском чемпионате за кекавскую «Сагу». В сезоне 1993/94 выступал за шведский клуб Арланда. В 1994—1996 годах играл в латвийском чемпионате за огрскую «Эссамику».
Участник чемпионата мира 1995 в группе «B» в составе сборной Латвии.

## Достижения
- Серебряный призёр чемпионата СССР 1988 года[2].

## Статистика выступления в высшей лиге
| Легенда | Легенда                    | Легенда | Легенда                   | Легенда | Легенда    |
| ------- | -------------------------- | ------- | ------------------------- | ------- | ---------- |
| И       | Количество проведённых игр | Штр     | Штрафное время            | +/−     | Плюс-минус |
| Г       | Голы                       | П       | Голевые передачи          | О       | Очки       |
| -       | Статистика неизвестна      | —       | Статистика не учитывалась |         |            |

| Сезон                    | Команда                  | И  | Г | П | О | Штр |
| ------------------------ | ------------------------ | -- | - | - | - | --- |
| 1984/85                  | «Динамо» (Рига)          | 27 | 0 | 1 | 1 | 24  |
| 1985/86                  | «Динамо» (Рига)          | 2  | 0 | 0 | 0 | 0   |
| 1986/87                  | «Динамо» (Рига)          | 3  | 0 | 0 | 0 | 6   |
| 1987/88                  | «Динамо» (Рига)          | 26 | 1 | 1 | 2 | 12  |
| Всего в чемпионатах СССР | Всего в чемпионатах СССР | 58 | 1 | 2 | 3 | 42  |